# Alminhas de Redonda ou da Cruz
As Alminhas Redonda ou da Cruz, situam-se na freguesia de Antas, em Esposende, Portugal.
Foram cavadas num bloco granítico implantado na berma do velho caminho das Redondas. O nicho, feito de uma pedra única, é rectangular e o arco redondo. Tinha cruz e a ladeá-la dois pináculos. Não possui retábulo. Mas, de acordo com informações, constava no painel a data de 1869 .
Encontram-se atualmente em ruínas.